# Legio III Gallica
A Legio III Gallica (legio tertia gallica, III. galliai légió) egy római légió volt, amely a syriai Raphaneában állomásozott. Jelvénye (akárcsak a Caesar által alapított légiók többségéé) a bika volt.

## Története
A légiót Julius Caesar alapította i. e. 49-ben vagy 48-ban a Pompeius elleni háború céljaira. A Gallica melléknév arra utal, hogy katonái Észak-Olaszország vagy Provence területéről (Gallia Cisalpina és Gallia Transalpina provinciákból) származhattak. Első csatáját 48 tavaszán Dyrrachiumnál vívta, de részt vett a 45-ös mundai csatában is. Caesar meggyilkolása után Marcus Antonius lett a légió gazdája. I. e. 42-ben a philippi csatában a második triumvirátus oldalán küzdött. Veteránjait Perugiában telepítették le és feltehetően oroszlánrészük volt abban, hogy Antonius fivérének Luciusnak és Octavianusnak a hívei összecsaptak a régióban. Végül Octavianus erői bevonultak Perugiába és Lucius követői kénytelenek voltak megadni magukat.
Eközben a légiót a Marcus Antonius által ellenőrzött Közel-Keletre irányították át. Lehetséges hogy része volt annak a hadseregnek, amelyet az i. e. 30-as évek elején a rómaiak átadtak vazallusuknak, Heródesnek, hogy visszafoglalja Júdeát. A III Gallica részt vett Marcus Antonius rosszul végződő pártus hadjáratában, ahol a hátvéd részeként fedezte a hadsereg visszavonulását.
Miután Octavianus az actiumi tengeri csatában legyőzte Marcus Antoniust, a III. légió átkerült Octavianus haderejébe, aki aztán (a VI Ferrata, X Fretensis és XII Fulminata légiókkal együtt) visszaküldte őket Syria provinciába.
Heródes i. e. 4-es halála után zavargások támadtak Júdeában és emiatt három légiót átirányítottak Syriából. Lehetséges, de nem bizonyított, hogy a III Gallica is közöttük volt. Tiberius uralkodása (14-37) idején az egység egyik katonáját Cipruson temették el, vagyis feltehetően valamilyen feladatot (építési vagy rendfenntartási) végeztek a szigeten. 45-ben Claudius császár a négy syriai légió veteránjaival alapította újra Ptolemais (ma Akko) városát.
Nero idejében a légió részt vett Gnaeus Domitius Corbulo pártus hadjáratában. A háború amiatt tört ki, hogy I. Vologaészész pártus király saját fivérét ültette Örményország trónjára. A III Gallica, VI Ferrata és X Fretensis légiókból álló római haderő bevonult az örmény fővárosba, Artaxatába és saját jelöltjüket (Heródes rokonát), Tigranészt állították az ország élére. A rómaiak kivonulása után a pártus jelölt ismét átvette a hatalmat, amire 62-ben Lucius Caesennius Paetus a XII Fulminata és IV Scythica légiókkal ismét bevonult Armeniába, de Rhandeiánál vereséget szenvedett és Corbulónak és az ő légióinak kellett kisegítenie.
A III Gallica néhány évig (amíg Corbulo volt a parancsnok) Armeniában maradt. 66-ban egy alegysége részt vett Gaius Cestius Gallus lázadó zsidók elleni hadjáratában. Az elhúzódó háború ellenére Nero császár a légiót átvezényelte az Al-Dunához, ahol 68-69 telén vereséget mértek a roxolánokra.

### Nero halála után

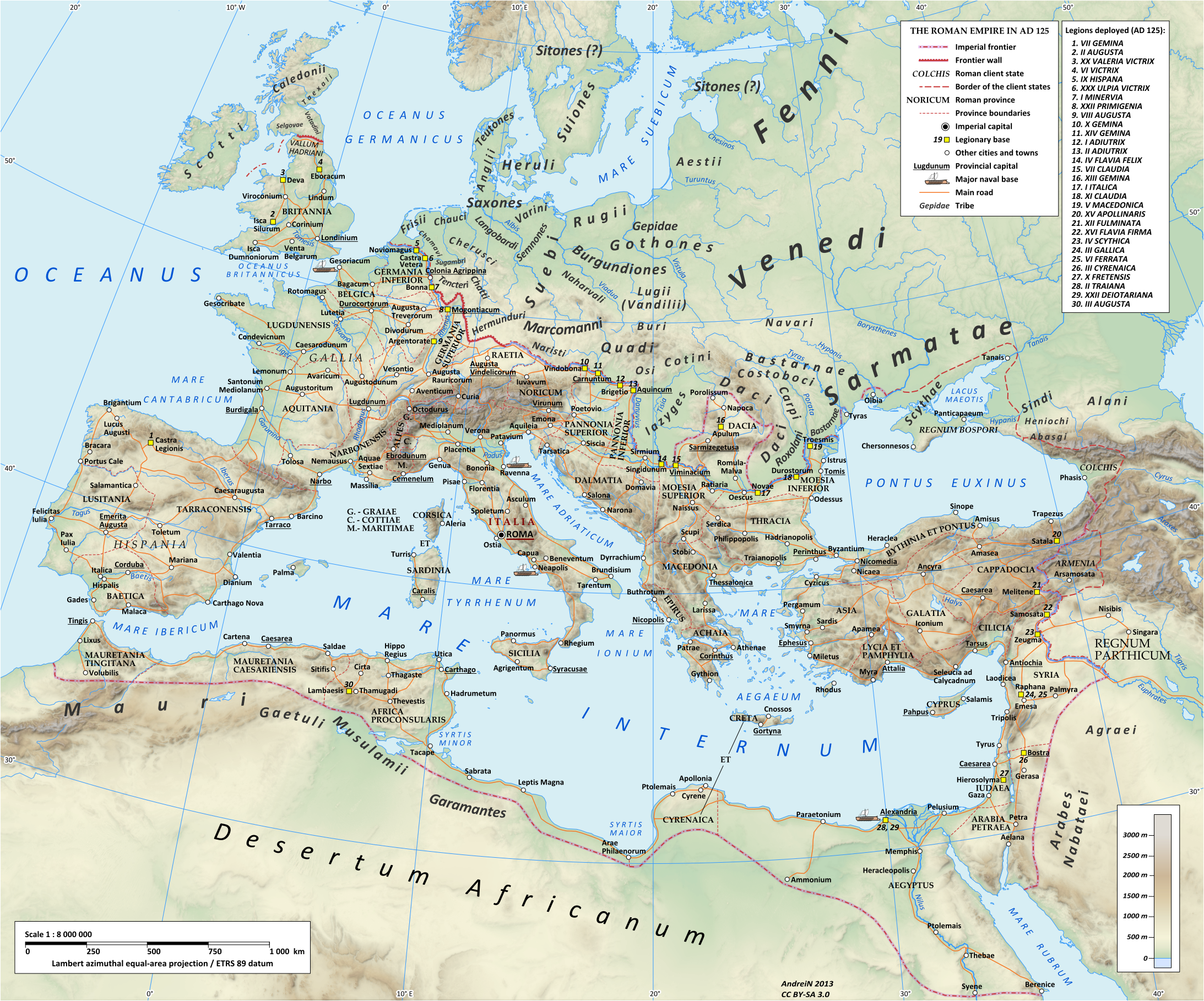
A római légiók állomáshelyei i.sz. 125-ben

69-ben Nero meghalt és az ezt követő polgárháborúban a légió Othót támogatta, de mire Itáliába értek, Vitellius már legyőzte őt. Visszatértek az Al-Dunához és az új trónkövetelő Vespasianus oldalára álltak (feltehetően azért, mert Vespasianus korábban a zsidó háború római főparancsnoka volt).
Vitellius és Vespasianus erői Cremonánál találkoztak és a csatát egy félreértés miatt a III Gallica katonái döntötték el. Hajnalban szíriai szokás szerint (a szíriaiak Elegabal napisten követői voltak) üdvözölték a felkelő napot, de a velük szemben felsorakozó ellenség azt hitte, hogy az érkező erősítésnek örvendeznek és elmenekültek. A győzelem után a légió katonái kifosztották Cremonát.
Vespasianus győzelme után a III Gallicát a Vitelliushoz korábban lojális Capuába küldték, a következő évben pedig visszairányították Syriába. Erődje ekkortól az Antiókhia és Damaszkusz között fekvő Raphaneában volt. Ekkoriban tribunusi rangban a légióban szolgált az ifjabb Plinius. Ezután 130-ig a források nem szólnak az egység sorsáról, bár minden valószínűség szerint részt vett Traianus pártusok elleni háborújában. A 130-as években Júdeába irányították, ahol részt vett a Bar Kochba-felkelés leverésében.
161 és 166 között része volt Lucius Verus haderejének a pártusok elleni háborúban. A sikeres hadjárat során még a pártus fővárost, Ktésziphónt is elfoglalták.A légió parancsnoka akkor az az Avidius Cassius volt, aki 175-ben rövid időre trónkövetelőként lépett fel.
Miután 192-ben meggyilkolták Commodus császárt, polgárháború tört ki, melyben a szíriai légiók Pescennius Nigert támogatták. a küzdelemben azonban a dunai légiók által segített Lucius Septimius Severus kerekedett felül, aki győzelme után azonnal a pártusok ellen fordult (feltehetően azért is, hogy lefoglalja a haderejébe integrált Pescennius-légiókat). A háború igen jól haladt, egy nyugati felkelés okozta intermezzo után sikerült elfoglalni Babilont, Szeleukiát és Ktésziphónt.
Septimius Severus ezután annektálta Mezopotámiát és Syriát kettéosztotta, mert mint Pescennius Niger példája mutatta, túl veszélyes volt ennyi légiót hagyni egy provincia helytartójának a kezében. Raphanea az új Syria Phoenicia tartományhoz tartozott. A III Gallica veteránjait a provincia fővárosában, Türoszban telepítették le.

### Heliogabalus támogatójaként

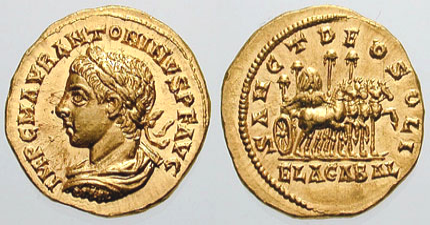
Heliogabalus aranypénze

217-ben meggyilkolták Caracalla császárt és helyét a praetoriánusok parancsnoka, Macrinus vette át. Caracalla rokona, a kiskorú Bassianus, anyjával együtt a III Gallica erődjébe menekült és Publius Valerius Comazon parancsnok, katonáival együtt az ő pártjára állt. Macrinus hadsereget küldött a lázadók ellen, de az átállt Bassianus oldalára, aki Heliogabalus néven lépett a trónra. Comazont jutalmul kinevezte a praetoriánus gárda parancsnokává.
Heliogabalus hamar elveszítette népszerűségét, a légió 219-ben fellázadt ellene, amiért büntetésből feloszlatták, katonáit a Legio III Augustához vezényelték. Heliogabalus utódja, Severus Alexander (222-235) visszaállította az egységet, de Raphanea helyett Damaszkusz mellett jelölte ki a táborát.
A III Gallica feltehetően részt vett Severus Alexander a pártusokat felváltó Szászánida Birodalom elleni háborújában. A perzsák 230-ban benyomultak a birodalom területére, de Severus Alexandernek sikerült úrrá lennie a helyzeten és visszafoglalta Mezopotámiát. 244-ben egy újabb háborúban a rómaiak benyomultak a Tigris és Eufrátesz közé, de III. Gordianus váratlan halála után Philippus Arabs került a trónra aki hatalmát nem kis részben I. Sápur perzsa királynak köszönhette.
Egy meglehetősen megbízhatatlan forrás (Historia Augusta) szerint a légió 251-ben részt vett Decius gótok elleni háborújában. Ekkor parancsnoka Publius Licinius Valerianus volt, aki miután 253-ban elfoglalta a császári trónt, a III Gallicát Lucius Domitius Aurelianusnak adta át (akiből később szintén császár lett). Az egység szinte biztosan részt vett Valerianus szászánidák elleni hadjáratában, amely katasztrófával végződött, maga a császár is fogságba esett. A perzsák a foglyul ejtett római katonákkal a mai Sustar mellett hidat építtettek.
Aurelianus idején (270-275) a római uralom helyreállt keleten és annektálták a függetlenné vált Palmürát; a város kifosztásában a III Gallica katonái is részt vettek. Diocletianus uralma alatt (284-305) a perzsák feladták a megszállt észak-mezopotámiai területeket. A harcokban a légió is részt vehetett, de konkrét bizonyíték erről nem áll rendelkezésre. A III Gallicát ezután többnyire az újonnan létrehozott Legio I Illyricorummal együtt említik. A két légió alegységei 315-316-ban Egyiptomban harcoltak, 323-ban pedig a déli határon, Szüénében állomásoztak. Ez az utolsó alkalom, hogy írásos források említést tesznek a Legio III Gallicáról.